# Wiewiórki (województwo zachodniopomorskie)
Wiewiórki – osada w Polsce położona w województwie zachodniopomorskim, w powiecie myśliborskim, w gminie Barlinek.
W latach 1975–1998 miejscowość administracyjnie należała do województwa gorzowskiego.